# 887 Alinda
887 Alinda је Амор астероид. Приближан пречник астероида је 4,2 , 
а средња удаљеност астероида од Сунца износи 2,479 астрономских јединица (АЈ). 
Инклинација (нагиб) орбите у односу на раван еклиптике је 9,352 степени, а орбитални период износи 1425,690 дана (3,903 године). Ексцентрицитет орбите астероида износи 0,566. 
Апсолутна магнитуда астероида износи 13,76 а геометријски албедо 0,31.
Астероид је откривен 3. јануара 1918. године.